# District de Kupwara
Le district de Kupwara (ourdou : ضلع کپواڑہ) est un district du territoire du Jammu-et-Cachemire, en Inde.

## Géographie
Au recensement de 2011, sa population compte 875 564 habitants.
Son chef-lieu est la ville de Kupwara. 